# Lac Long, Lanaudière
Lac Long är en sjö i Kanada.   Den ligger i regionen Lanaudière och provinsen Québec, i den sydöstra delen av landet, 180 km nordost om huvudstaden Ottawa. Lac Long ligger 255 meter över havet. Arean är 0,32 kvadratkilometer. Den ligger vid sjön Lac Cloutier. Den sträcker sig 1,6 kilometer i nord-sydlig riktning, och 0,8 kilometer i öst-västlig riktning.
I omgivningarna runt Lac Long växer i huvudsak blandskog. Runt Lac Long är det ganska glesbefolkat, med 29 invånare per kvadratkilometer.